# Crotalaria micans
Crotalaria micans är en ärtväxtart som beskrevs av Heinrich Friedrich Link. Crotalaria micans ingår i släktet sunnhampor, och familjen ärtväxter. IUCN kategoriserar arten globalt som livskraftig. Inga underarter finns listade i Catalogue of Life.

## Bildgalleri

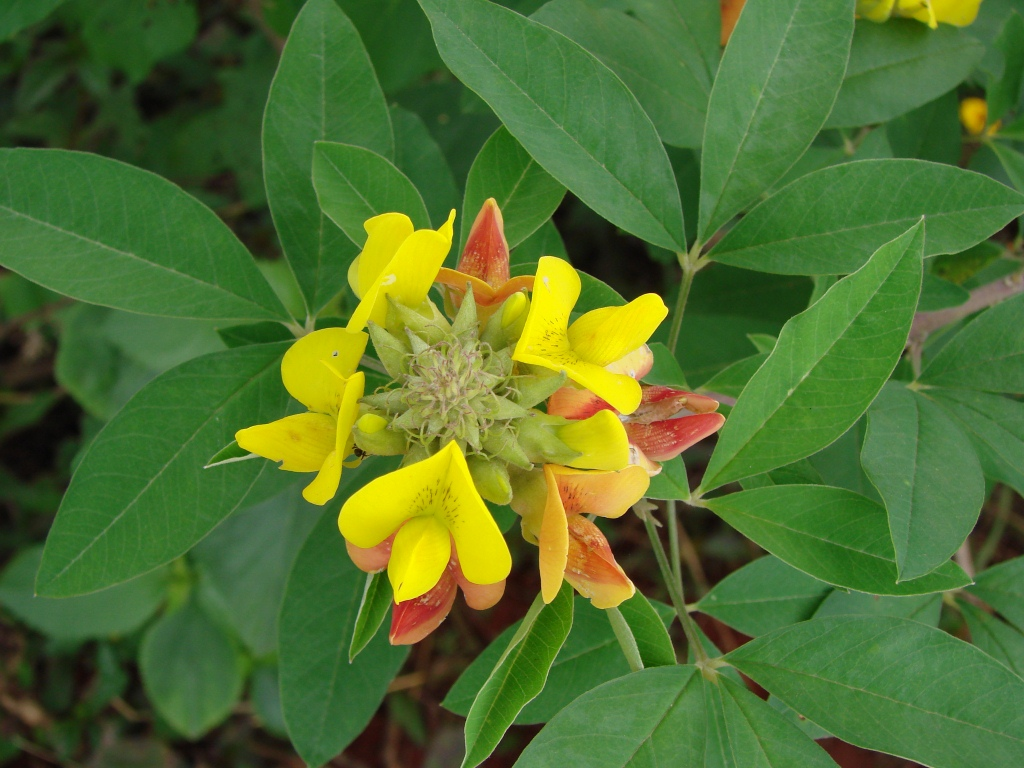
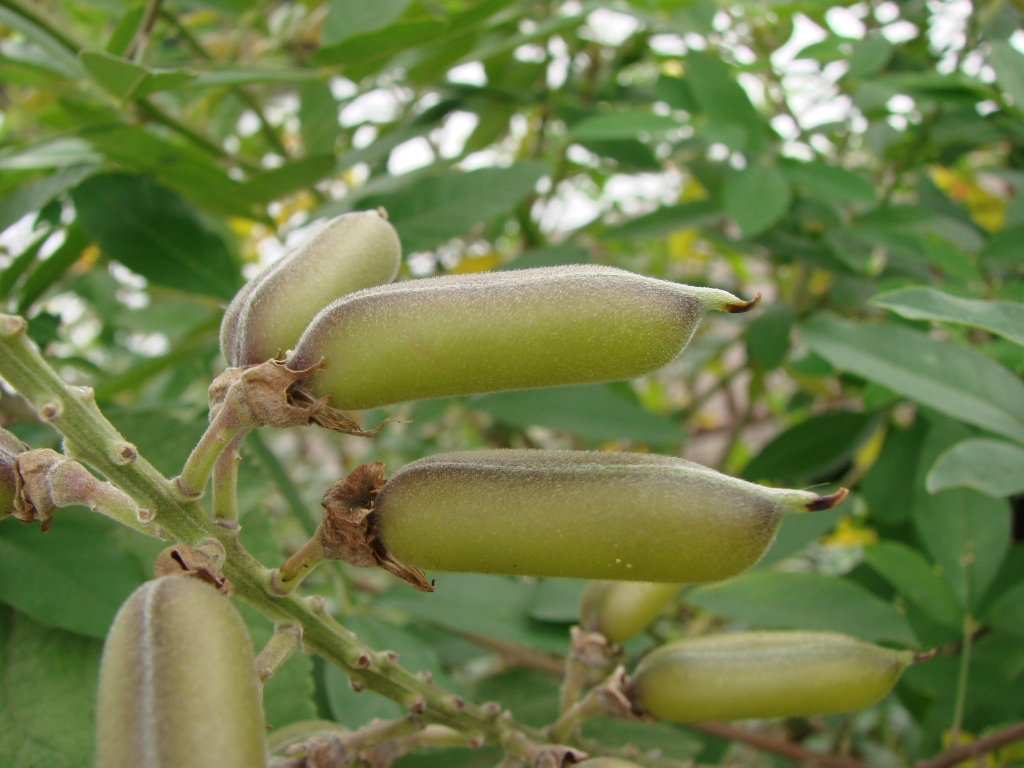